# Денисов, Герман Васильевич
Ге́рман Васи́льевич Дени́сов (7 октября 1929, Первомайск, Нижегородский край, РСФСР, СССР — 25 августа 2014, Мытищи, Московская область, Россия) — советский и российский деятель науки, учёный-ботаник, луговод, селекционер, доктор биологических наук. Директор, заведующий отделом кормопроизводства, директор-организатор, заместитель директора по научной работе Магаданского зонального НИИСХ Северо-Востока (1968—1973). Заместитель директора по научной работе Института биологии Якутского филиала Сибирского отделения АН СССР (1987—1994). Создатель и директор Института северного луговодства Академии наук Республики Саха (1994—2000). Заслуженный деятель науки Российской Федерации (1992). Заслуженный деятель науки и заслуженный агроном Республика Саха (Якутия). Член-корреспондент Академии технологических наук РФ, действительный член АН Республики Саха.

## Биография
Родился 7 октября 1929 года в городе Первомайск ныне Нижегородской области в семье инженера.
Детские годы, пришедшиеся на Великую Отечественную войну, провёл у деда в деревне Вольная Рутка Горномарийского района Марийской АССР, где с 12 лет работал в колхозе «Комсомолец», а с 13 лет — дизелистом молотилки.
В 1950—1954 годах служил в рядах Советской Армии.
В 1956 году окончил агрономический факультет Одесского сельскохозяйственного института. По окончании института трудится агрономом в колхозе «Светлый путь» (о. Сахалин), затем главным агрономом, заместителем директора на МТС с. Тамбовское Корсаковского района Сахалинской области.
В 1965 году окончил там же аспирантуру, кандидат сельскохозяйственных наук (1966).
В 1968—1969 годах — директор, заведующий отделом кормопроизводства, директор-организатор, в 1969—1973 годах — заместитель директора по научной работе, заведующий лабораторией кормопроизводства Магаданского зонального НИИСХ Северо-Востока на Магаданской областной сельскохозяйственной опытной станции.
С 1973 года — старший научный сотрудник лаборатории геоботаники, заведование лабораторией теории северного луговодства совмещает с заведованием отделом почвенных и растительных ресурсов, с 1987 года — заместитель директора по научной работе Института биологии Якутского филиала Сибирского отделения АН СССР, доктор биологических наук (1988).
В 1994—2000 годах — создатель и директор Института северного луговодства АН Республики Саха (Якутия). С 2000 года — советник АН Республики Саха.
В последние годы жизни жил и работал в подмосковных Мытищах. Скончался там же 25 августа 2014 года.

## Научная деятельность
Начатки научных знаний получил в библиотеке г. Козьмодемьянска.
В 1987 году защитил докторскую диссертацию на тему «Эколого-биологические основы возделывания многолетних трав в зоне вечной мерзлоты». Доктор биологических наук (1988).
Признан как крупный специалист в области теоретического и практического луговодства, луговедения, ботаники, агроэкологии, агрофитоценологии, интродукции и селекции луговых растений в зоне вечной мерзлоты.
Им опубликовано более 300 научных трудов, в том числе 12 монографий, 8 рекомендаций производству, 5 авторских свидетельств на сорта луговых растений, 2 патента на изобретение.
За период работы в Магадане им были изучены луга Колымы, Анадыря, Чукотки и Камчатки, организована сеть региональных опорных пунктов.
По его инициативе и при деятельной поддержке профессоров В. Н. Андреева и И. П. Щербакова в Якутии была организована лаборатория теории северного луговодства, где Г. В. Денисовым проделана большая работа по созданию научно-производственного Нюрбинского стационара, производившего за 1982—1985 гг. до 416 т семян многолетних трав местной селекции. Было изучено и создано 7 сортов многолетних трав, из них два сорта районированы в республике для условий вилюйской зоны. Более 40 лет продолжаются заложенные им научные исследования по мониторинговому опыту на Нюрбинском стационаре.
Им подготовлено 6 кандидатов наук, также он является научным консультантом 1 докторской диссертации.
Член-корреспондент Академии технологических наук России. В 1993 году стал действительным членом АН Республики Саха.
В последние годы жизни в подмосковных Мытищах обобщал и анализировал полученный обширный материал, писал монографии, научные статьи и готовил научные кадры для Якутии.

## Основные научные труды
Далее представлен список основных научных трудов Г. В. Денисова:
- Денисов Г. В. Овёс в зоне вечной мерзлоты / Г. В. Денисов; ответственный редактор Л. Г. Еловская. — Новосибирск: Наука, Сибирское отделение, 1979. — 182, [2] с.: ил.; 21 см.
- Денисов Г. В. Волоснец сибирский на Северо-Востоке СССР / Г. В. Денисов, В. С. Стрельцова; ответственный редактор В. Н. Андреев. — Новосибирск: Наука, Сибирское отделение, 1980. — 135, [2] с.: ил.; 22 см.
- Денисов Г. В. Кормовые культуры в зоне вечной мерзлоты / Г. В. Денисов. — Москва: Россельхозиздат, 1980. — 181, [1] с.: ил.; 20 см.
- Денисов Г. В. Травосеяние в зоне вечной мерзлоты (эколого-биологические основы): монография / Г. В. Денисов; отв. ред. Ф. К. Тихомиров; Академия наук [АН] СССР. Сибирское отделение [СО]. Якутский филиал. Институт биологии. — Новосибирск: Наука. Сибирское отделение [СО], 1983. — 241 с.: табл.
- Денисов Г. В. Эколого-биологические основы возделывания многолетних трав в зоне вечной мерзлоты: диссертация … доктора биологических наук: 03.00.05. — Якутск, 1987. — 361 с.: ил. + Прил. (262 с.: ил.).
- Денисов Г. В. Покорённая мерзлота / Г. В. Денисов, А. М. Юдин; ответственный редактор Ф. Э. Реймерс; Академия наук СССР, Сибирское отделение. — Новосибирск: Наука, Сибирское отделение, 1988. — 141, [1] с.: ил., табл. — (Человек и окружающая среда). — ISBN 5-02-029411-X: Б. ц.
- Денисов Г. В. Травосеяние в Якутии / [Г. В. Денисов, О. И. Адамова, В. П. Хайми и др.]. — Якутск: Кн. изд-во, 1989. — 223, [1] с.: ил.; 22 см.
- Денисов Г. В. Адаптивнoсть лугoвых растений в криoлитoзoне / Денисов Герман Васильевич, Стрельцова В. С.; Отв. ред. Киршин И. К.; АН СССР, Сиб. отд-ние, Якут. ин-т биологии. — Новосибирск: Наука, Сиб. отд-ние, 1991. — 253 (2) с.: ил.; 22 см. — ISBN 5-02-029420-9.
- Денисов Г. В. Применение пробиотиков в промышленном птицеводстве // Ветеринария. — 2009. — № 4. — С. 15—17. (Практика: опыт, проблемы, перспективы). — ISSN 0042-4846.
- Денисов Г. В. Модернизация кормовой базы животноводства Якутии // Кормопроизводство. — 2010. — № 7. — С. 7—8. (Проблемы экономики). — ISSN 0235-2540

## Звания и награды
- Заслуженный деятель науки Российской Федерации (5 октября 1992)[1] — за заслуги в научной деятельности[3][8]
- Заслуженный деятель науки Республики Саха (Якутия)[2][3]
- Заслуженный агроном Республики Саха[2][3]
- Орден Дружбы народов (1986)[1]
- Медаль «За доблестный труд в Великой Отечественной войне 1941—1945 гг.»[1][2]
- Медаль «Ветеран труда»[2]